# Sông An Ninh
Sông An Ninh (tên tiếng Trung: 安宁河, Hán-Việt: An Ninh hà), tên cổ là Tôn thủy (孙水), Trường hà (长河), Bạch Sa giang (白沙江), Trường Giang thủy (长江水) là một con sông ở tỉnh Tứ Xuyên, Trung Quốc. Sông An Ninh đổ vào sông Nhã Lung.
Sông này bắt nguồn từ chân núi phía nam của núi Gonggar (Cống Dát - 贡嘎) thuộc địa khu Bồ Tát Cương của huyện Miện Ninh, chảy qua Tây Xương, Đức Xương, Mễ Dịch và đổ vào sông Nhã Lung tại Đại Bình. Ở trên Miện Ninh là thượng lưu, từ Miện Ninh đến Đức Xương là trung lưu, từ Đức Xương đến đoạn hợp lưu với sông Nhã Lung là hạ lưu của sông An Ninh.